# Giuseppe Pauri
Giuseppe Pauri (San Benedetto del Tronto, 1º novembre 1882 – Ascoli Piceno, 9 luglio 1949) è stato un pittore italiano.

## Biografia
In giovane età inizia la pratica del disegno sotto la guida di maestri locali. Decisiva in questo periodo iniziale della sua formazione è la conoscenza della pittura di Adolfo De Carolis. Almeno dal 1897, infatti, assiste in qualità di aiutante l’artista montefiorano durante la decorazione della villa dei conti Brancadoro a San Benedetto del Tronto.
Oltre allo stile liberty del De Carolis, negli stessi anni il giovane Pauri conosce anche la chiarezza della pittura tardo-neoclassica di Luigi Fontana. Si pone, infatti, sotto la guida del marchigiano Nicola Achilli, uno dei maggiori allievi del Fontana specializzato nella pittura di decorazione e ornamentazione, attivo nell’ultimo decennio dell’Ottocento a Montefiore dell’Aso, nella chiesa di Santa Lucia. A Montefiore Pauri decora la nicchia absidale della chiesa di San Filippo. Grazie ai consigli dell’Achilli, i parenti manderanno il giovane a studiare e perfezionarsi a Roma.
Nel 1899, a diciassette anni, Pauri si trasferisce nella capitale dove frequenta corsi alla Scuola preparatoria di Belle Arti, alla Scuola libera del nudo dell’Accademia delle Belle Arti e dell’Accademia di Francia, al Regio Museo Artistico Industriale. La partecipazione ai corsi tenuti da quest’ultima scuola spiega in buona parte la molteplicità degli aspetti della sua creatività.
A Roma, Pauri ha contatti con l’atelier del pittore spagnolo Ramon Tusquets y Maignon. Viene poi introdotto dallo scultore ascolano Nicola Cantalamessa Papotti nell’entourage del pittore di origini tedesche Ludovico Seitz, dove assimila il suo stile limpido e ricercato, molto vicino all’accademismo. Inoltre, durante la frequentazione dell'atelier del Seitz, entra in contatto con i pittori marchigiani Luigi Sciocchetti e Biagio Biagetti.
Non si sa con sicurezza la data precisa del rientro del Pauri nelle Marche. È accertato che nel 1908 partecipa con Biagio Biagetti alla decorazione della cappella del Santissimo Crocifisso nella chiesa di San Biagio a Pollenza. Tra il 1908 e il 1909, tuttavia, lavora anche a Capranica, dove dipinge la cappella cimiteriale della famiglia Porta. Il rientro nelle Marche è comunque legato a impegni lavorativi svolti insieme al Biagetti con il quale, sempre a partire dal 1909, decora vasti ambienti del palazzo dei conti Lucangeli a Porto Recanati. Altra opera giovanile è la decorazione del catino absidale della originaria chiesa dell’Annunziata di Porto d’Ascoli. Segue, tra il 1910 e il 1913, il più impegnativo ciclo nella chiesa di San Giovanni Battista a Grottammare. L’apprezzata esecuzione di questi primi lavori è il trampolino di lancio per l’artista, che sarà chiamato a dipingere e ornare numerose chiese sia nelle Marche che nel vicino Abruzzo. Tra le imprese più significative si annoverano la decorazione della chiesa di San Michele Arcangelo ad Appignano del Tronto (1915-1920), del Santuario di Santa Maria dei Lumi a Civitella del Tronto (1923), della chiesa di San Basso a Cupra Marittima (1927), della Cappella Messicana nella Basilica della Santa Casa di Loreto (conclusa nel 1933) .
Nell’ambito della committenza religiosa l’attività del Pauri non si limita soltanto alla decorazione pittorica degli interni, egli spesso si occupa anche di altri aspetti, quali la progettazione di elementi architettonici, il disegno degli arredi liturgici, la preparazione dei cartoni per le vetrate. Alcuni esempi di questa multiforme attività sono costituiti dagli arredi liturgici per la chiesa di San Giuseppe a San Benedetto del Tronto, oltre che dal fonte battesimale e dalle pale di maiolica per la chiesa di Sant’Egidio a Ripaberarda (1926).
L’artista realizzò nel corso della sua vita anche molti quadri da cavalletto, specializzandosi nella produzione di ritratti e paesaggi.
A partire dalla metà degli Anni Trenta, la sua attività di frescante subisce un rallentamento, ma l’artista continua a disegnare e a dipingere. Sono di questo periodo il ciclo nella cappella del Santissimo Sacramento per la chiesa di San Lorenzo in Campo, iniziato nel 1932, e la decorazione dell’abside della chiesa di Martinsicuro , iniziata nel 1941, e  della chiesa di San Michele al Fiume, frazione di Mondavio, terminata dopo la guerra, nel 1945. Nel 1948 firma e data il bozzetto per l’Annunciazione destinata all’arco trionfale del Santuario di Santa Maria dei Lumi di Civitella del Tronto, dove aveva lavorato più di venti anni prima. Nel 1949, dopo la realizzazione di quest'ultimo lavoro, Giuseppe Pauri muore all’età di sessantasette anni nell’ospedale di Ascoli Piceno.

## Opere

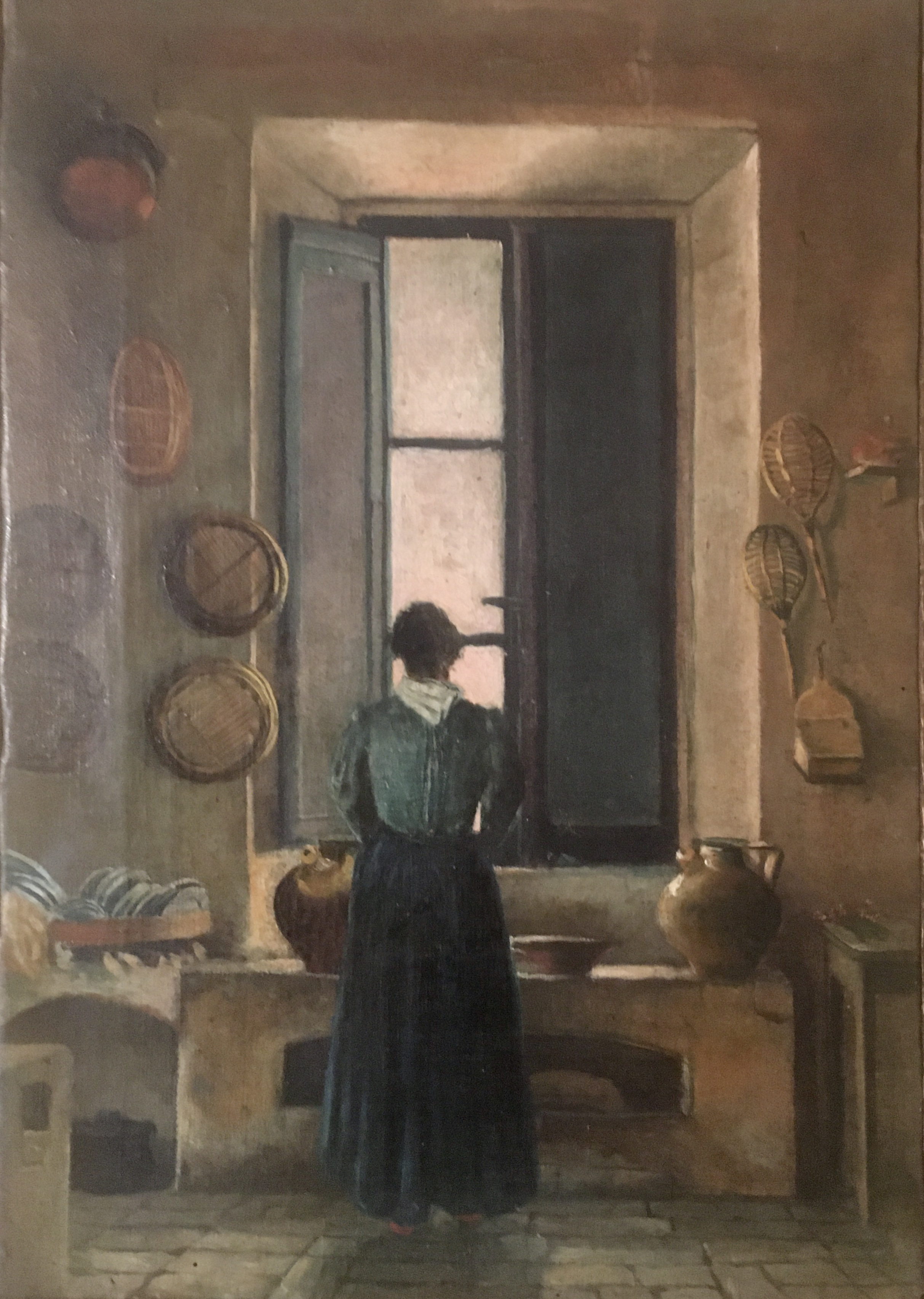
Donna alla finestra, olio su tela, 1895, collezione privata

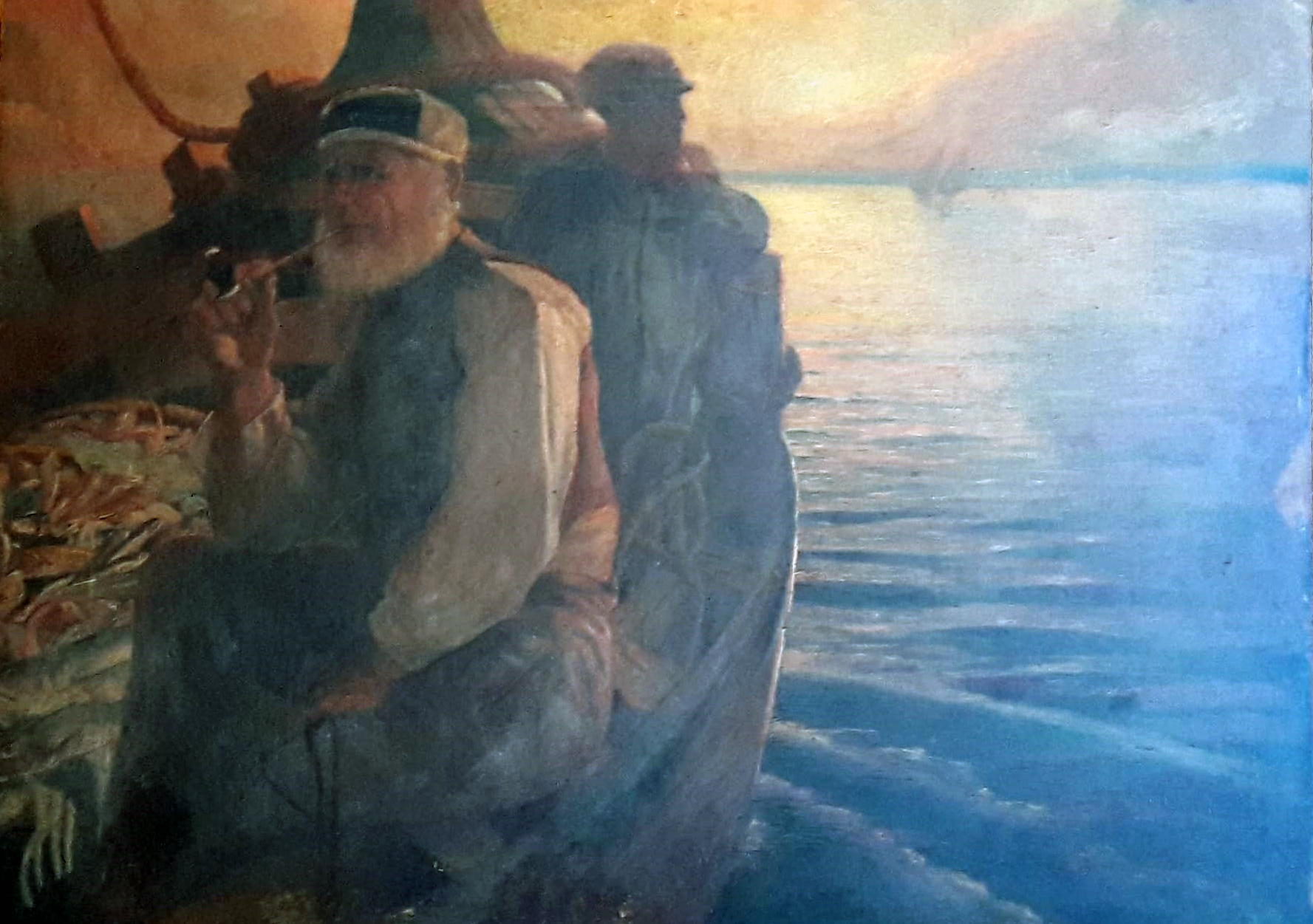
Pescatori, collezione privata

### Affreschi e decorazioni pittoriche
- Decorazioni pittoriche nella chiesa della SS.Annunziata di Porto d'Ascoli (1910)
- Affreschi nella cappella maggiore della chiesa-ospedale in Montefiore dell'Aso (1898)
- Decorazioni pittoriche nel palazzo dei conti Lucangeli insieme a Biagio Biagetti (1909-1910)
- Decorazioni pittoriche nella cappella funeraria della famiglia Porta a Capranica
- Affreschi nella cappella mortuaria della famiglia Casali in Pollenza
- Decorazioni pittoriche nella chiesa di San Giovanni Battista in Grottammare (1911/13)
- Decorazioni pittoriche nella chiesa parrocchiale S. Angelo in Appignano del Tronto (1914)
- Pitture e decorazioni nell'abside della chiesa del buon Gesù a Carassai ad Ascoli Piceno (1922)
- Decorazioni pittoriche nell'abside e cupola di S. Maria dei lumi in Civitella del Tronto (1923)
- Decorazioni pittoriche nella chiesa dell'Assunta a Spinetoli (1926)
- Decorazioni pittoriche nella chiesa di Ripaberarda; cartoni a colori per le vetrate eseguite a fuoco; cartoni per le due pale d'altare "S. Egidio ispirato dall'Angelo" e per la SS. Vergine ai piedi della Croce, eseguiti a maiolica nella cripta della chiesa (1926)
- Decorazioni pittoriche nella chiesa basilicale di San Basso in Cupra marittima (1927)
- Affreschi nella cappella del SS. Sacramento in S. Lorenzo in Campo (1932)
- Pitture nella cappella messicana della basilica di Loreto (1930/33)
- Decorazioni pittoriche nel santuario Regina Pacis in San Michele al Fiume (1945)
- Decorazioni pittoriche nell'abside della chiesa parrocchiale del Sacro Cuore di Gesù di Martinsicuro (1941/42)
- Pala di altare: Gesù nell'orto nella cripta della chiesa dell'Assunta in Ripaberarda (1936)
- Tre quadri ad olio (Annunciazione, Immacolata e S.Silvio in carcere) nella chiesa parrocchiale dell'Assunta in Spinetoli (1926)

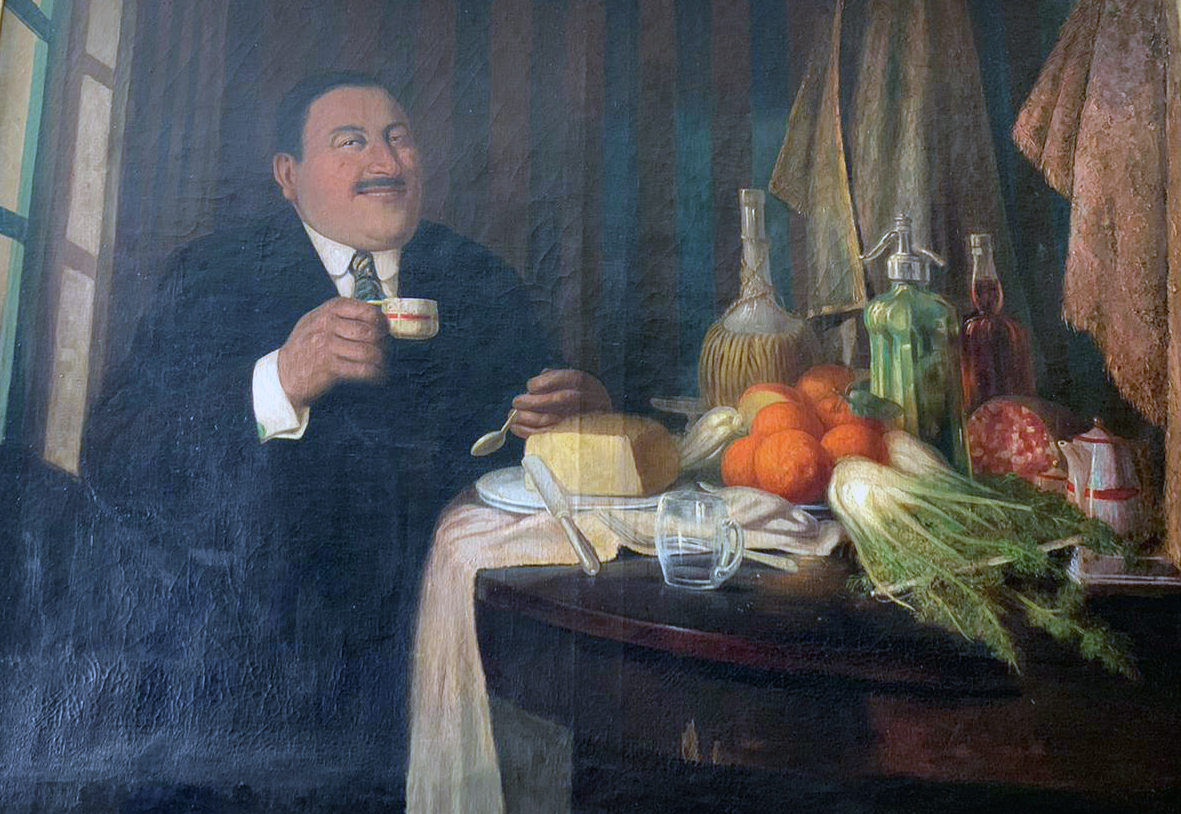
L'amico del pittore, ritratto con natura morta, olio su tela, collezione privata

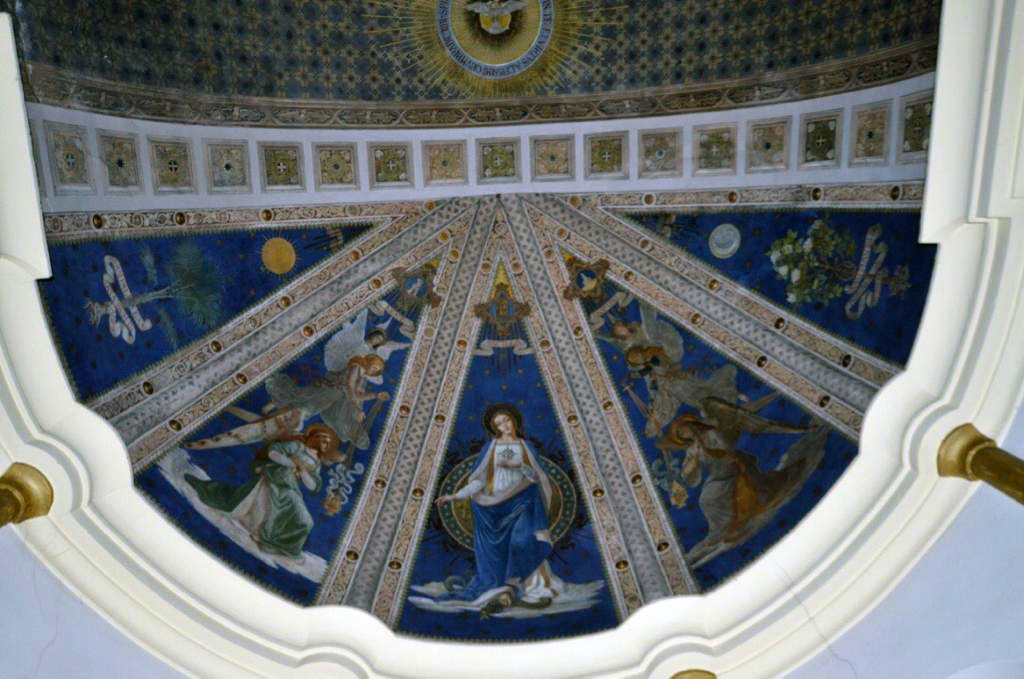
Catino absidale, chiesa dell’Annunziata, Porto d’ Ascoli
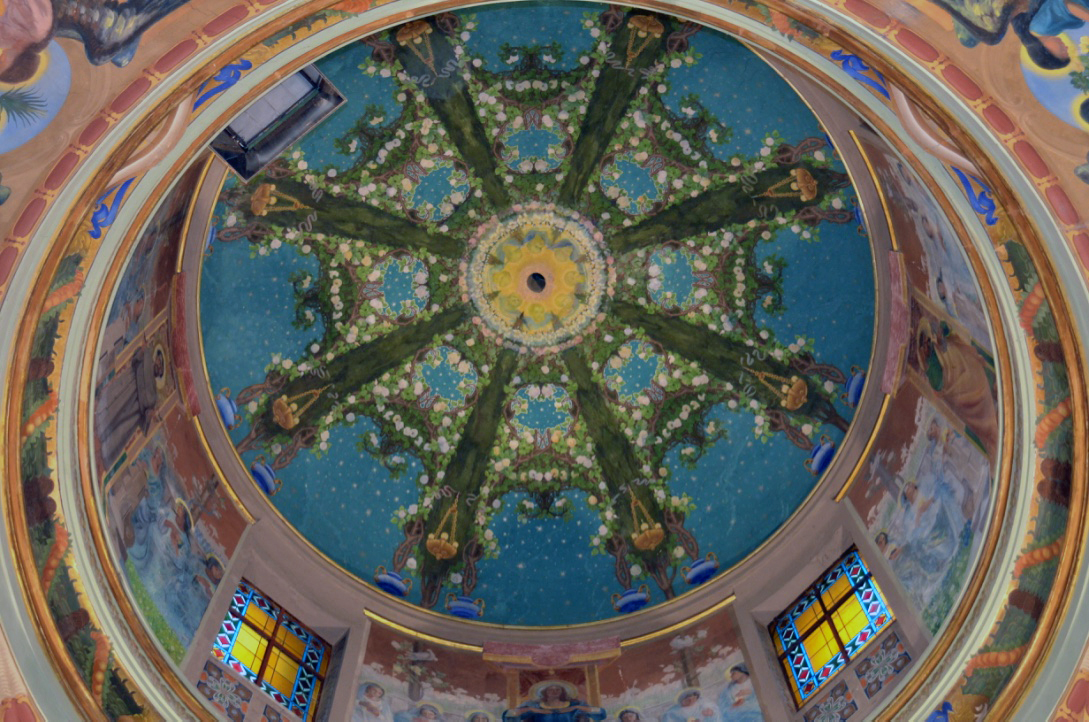
Cupola Santuario di Santa Maria dei Lumi, Civitella del Tronto
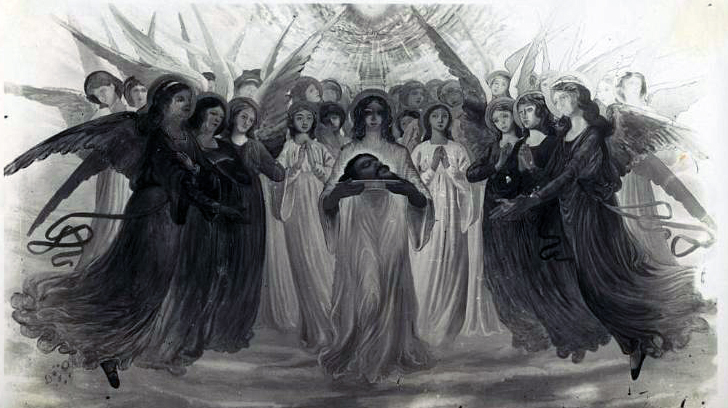
Chiesa di San Giovanni Battista,Grottammare
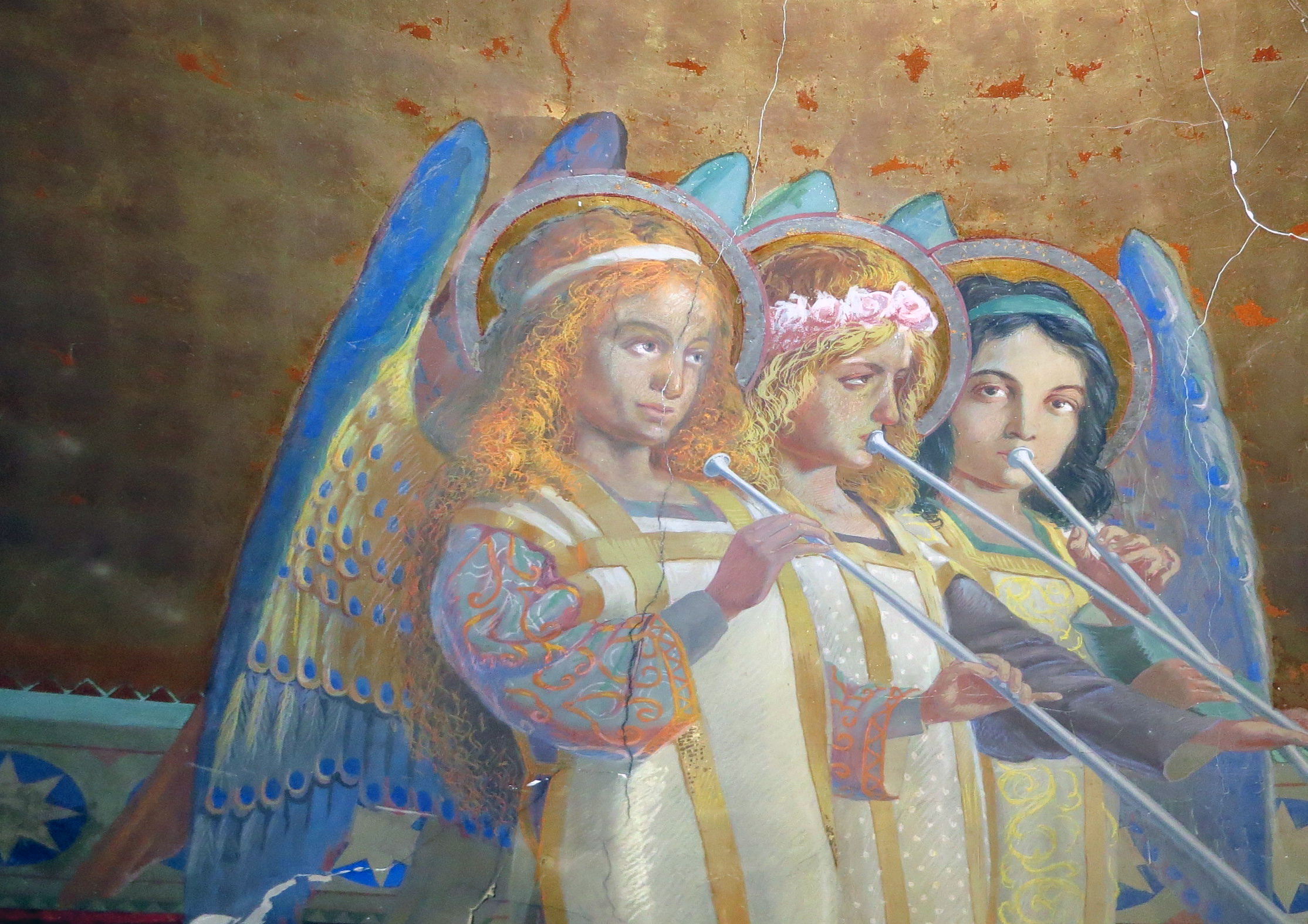
Chiesa di San Michele Arcangelo, Appignano del Tronto
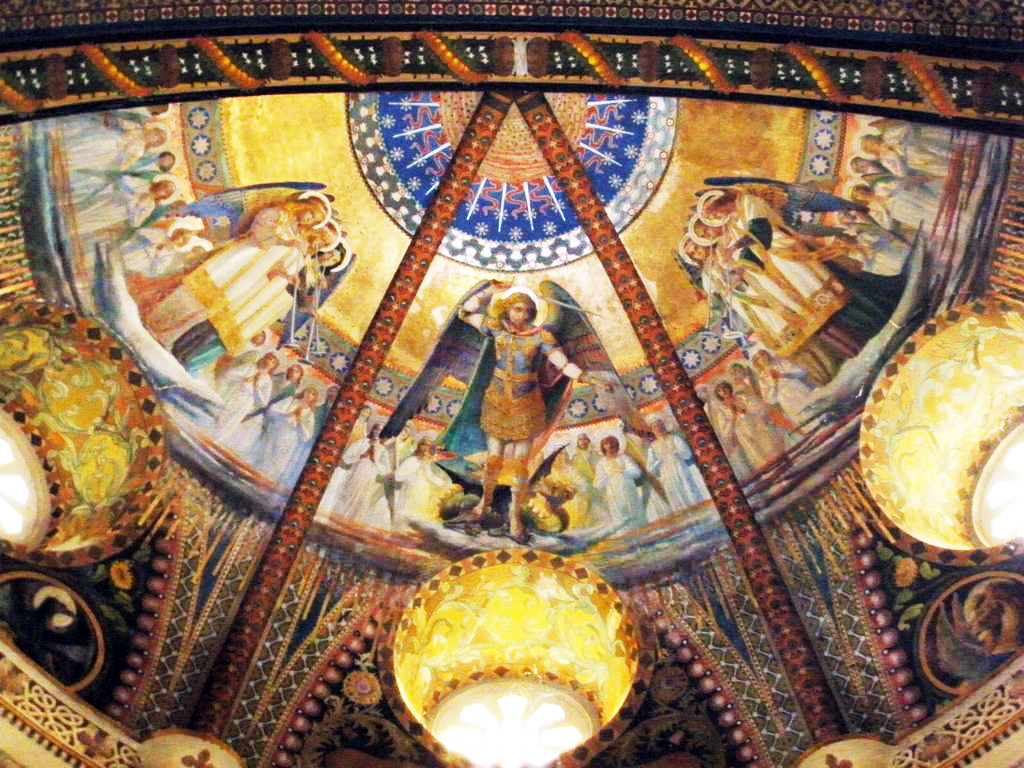
Abside della chiesa di S. Michele Arcangelo, Appignano del Tronto
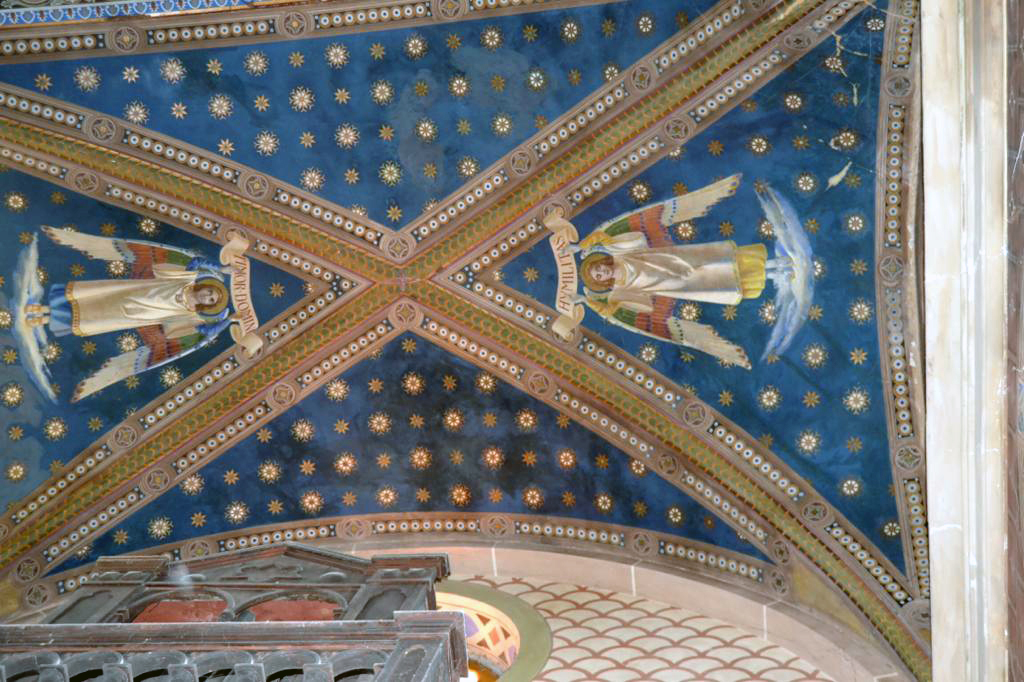
Particolare della volta della navata centrale, chiesa di S. Michele Arcangelo, Appignano del Tronto
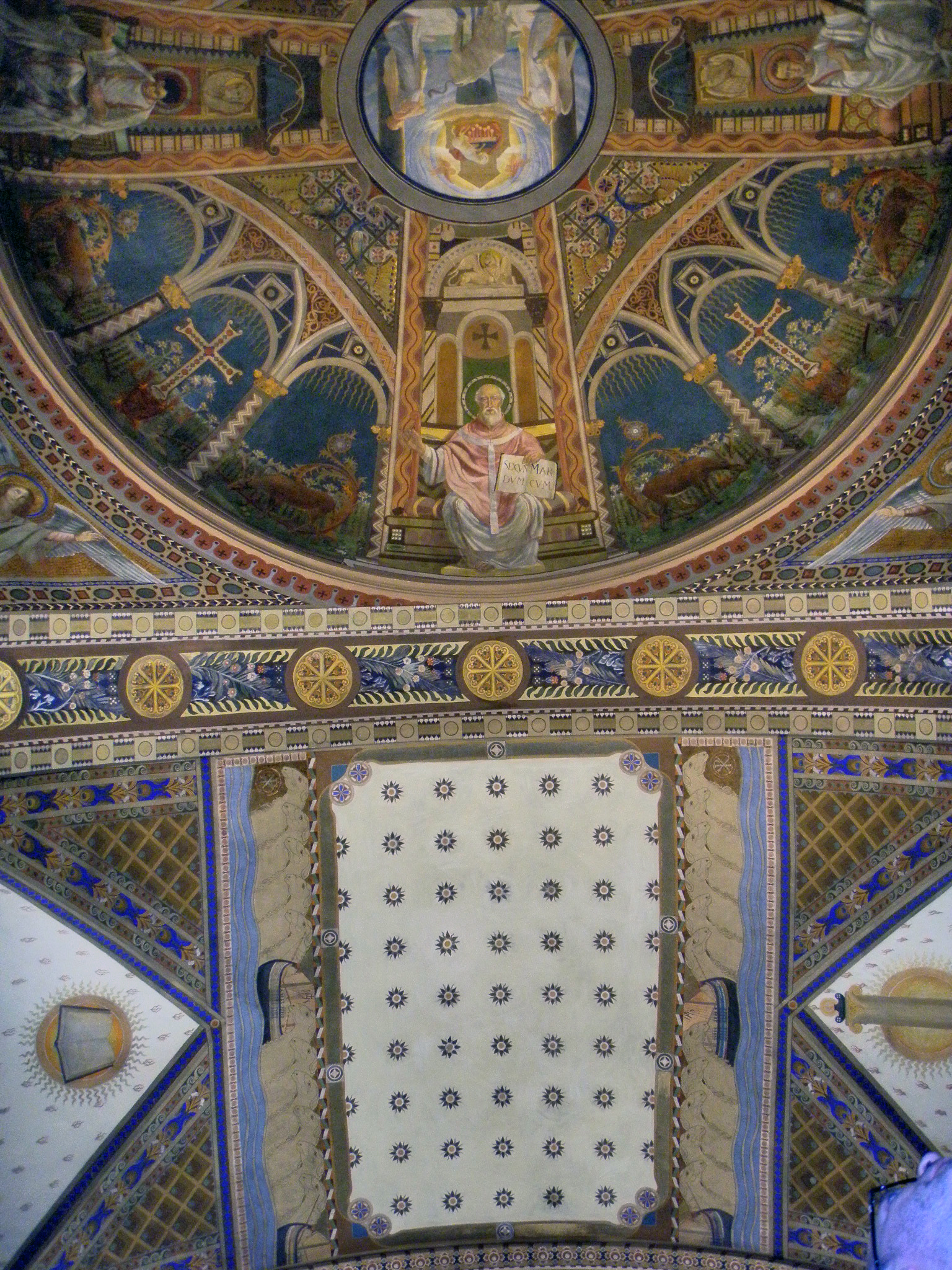
Chiesa di San Basso, Cupra Marittima
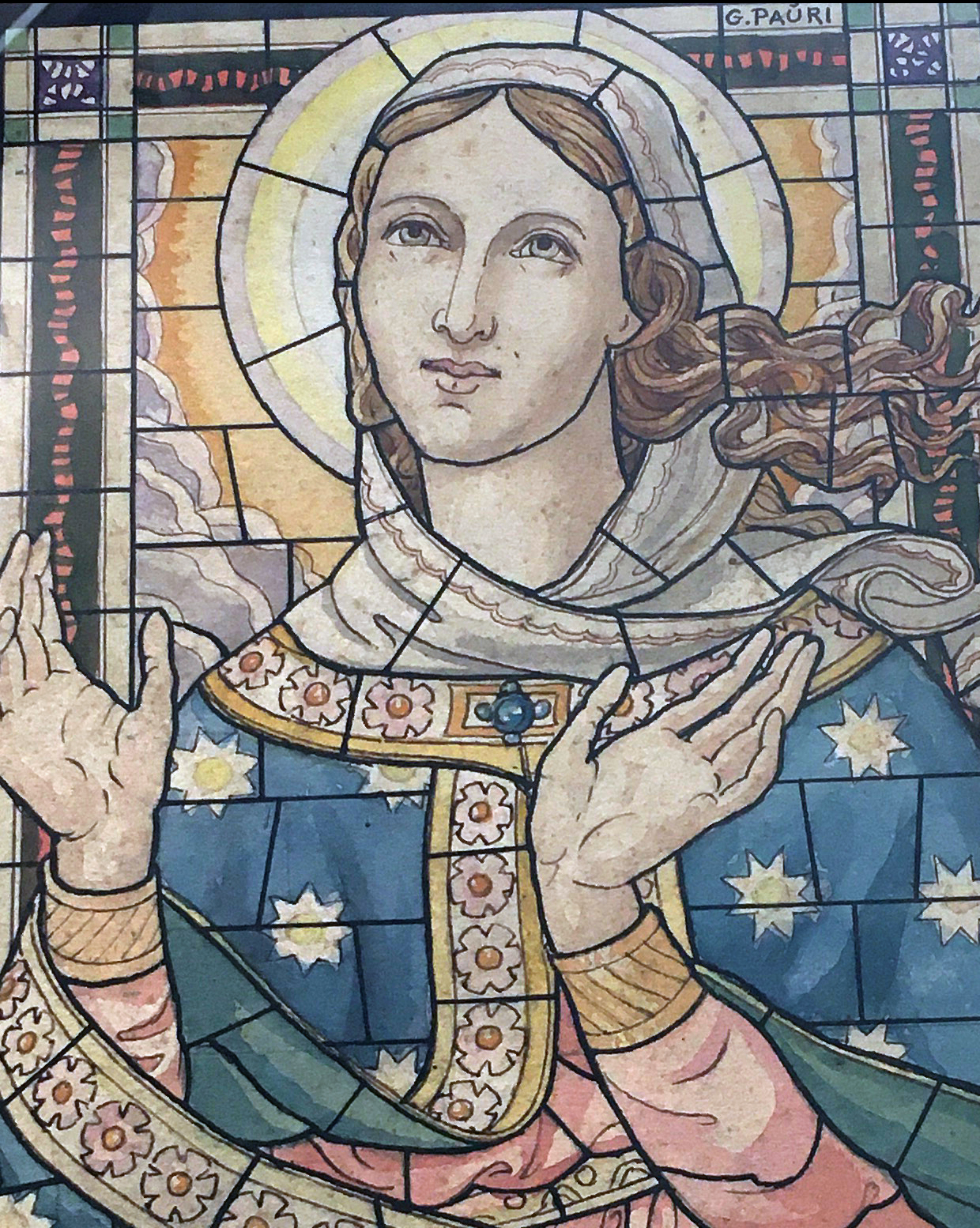
Vergine Assunta, vetrata nella chiesa di S.Egidio, Ripaberarda
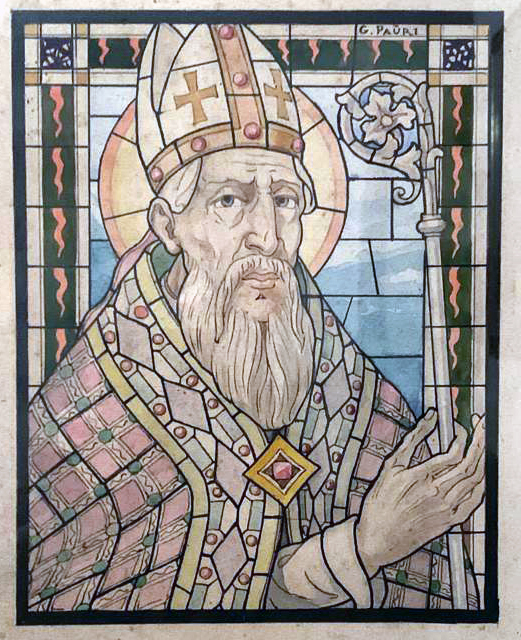
S.Egidio, vetrata nella chiesa di S.Egidio, Ripaberarda 1926
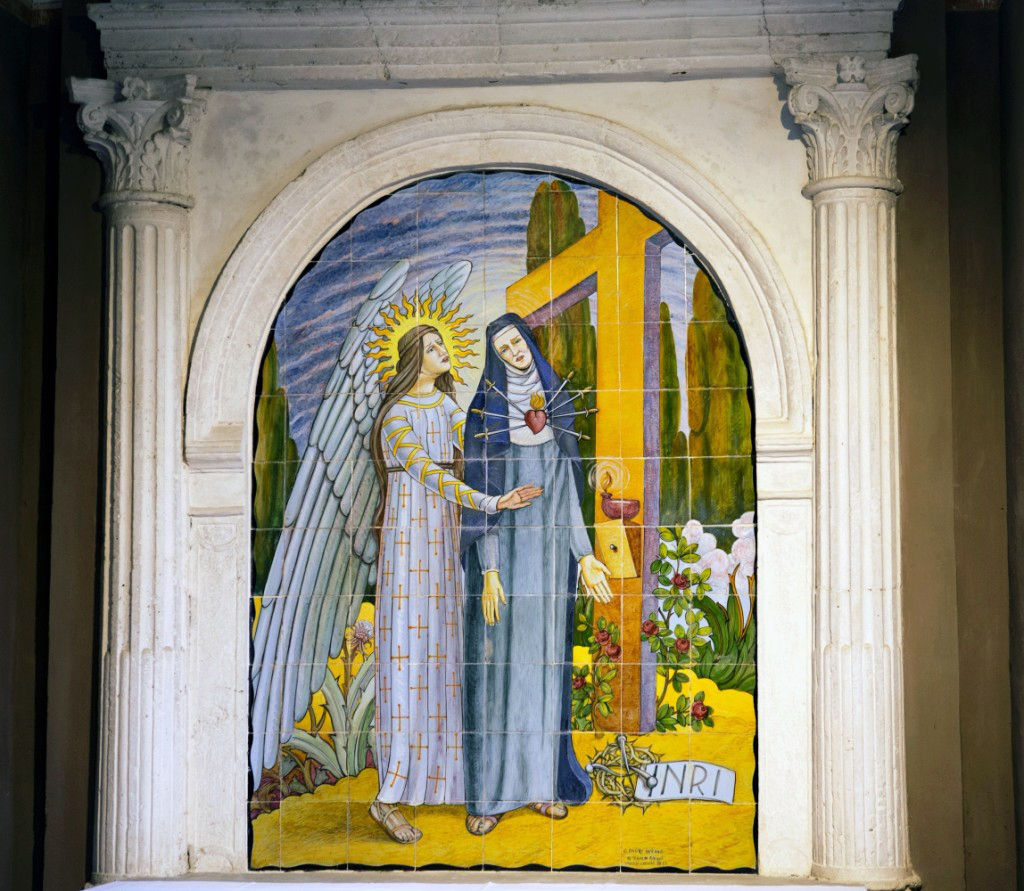
Pala d'altare Madonna Addolorata,Chiesa di S.Egidio, Ripaberarda
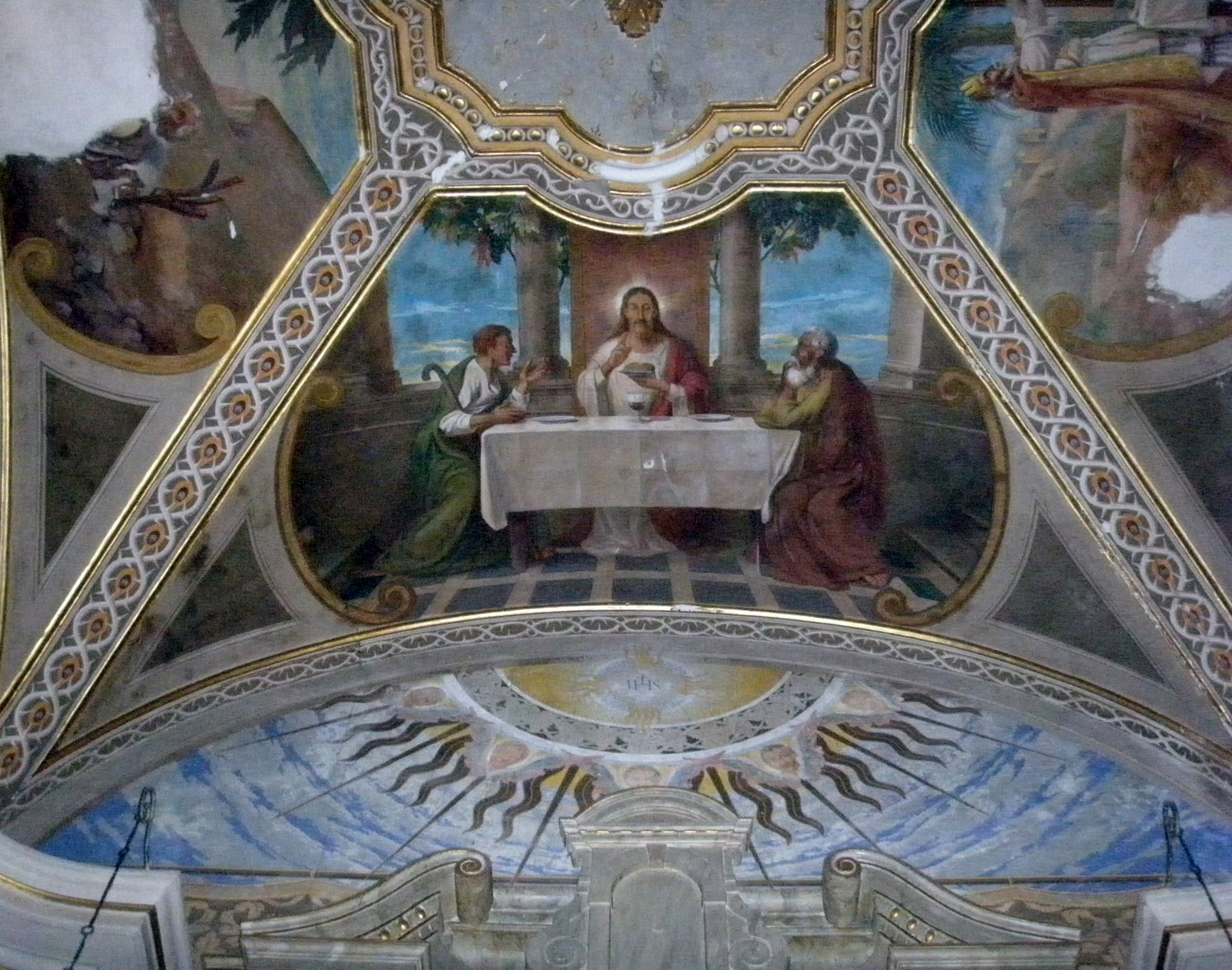
Chiesa di San Biagio, San Lorenzo in Campo
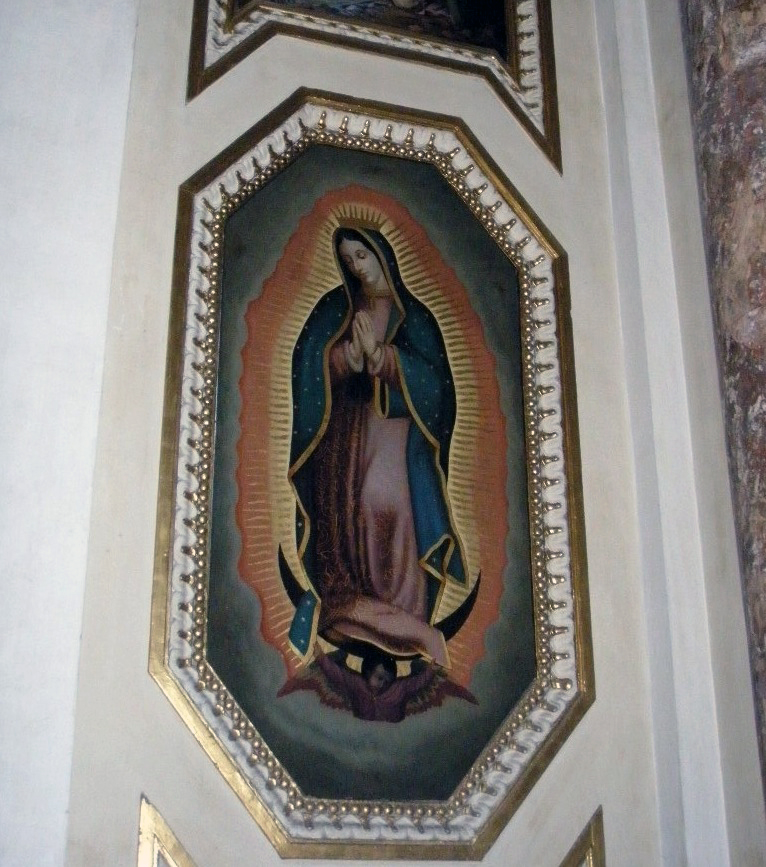
Madonna di Guadalupe,Cappella Messicana Basilica di Loreto
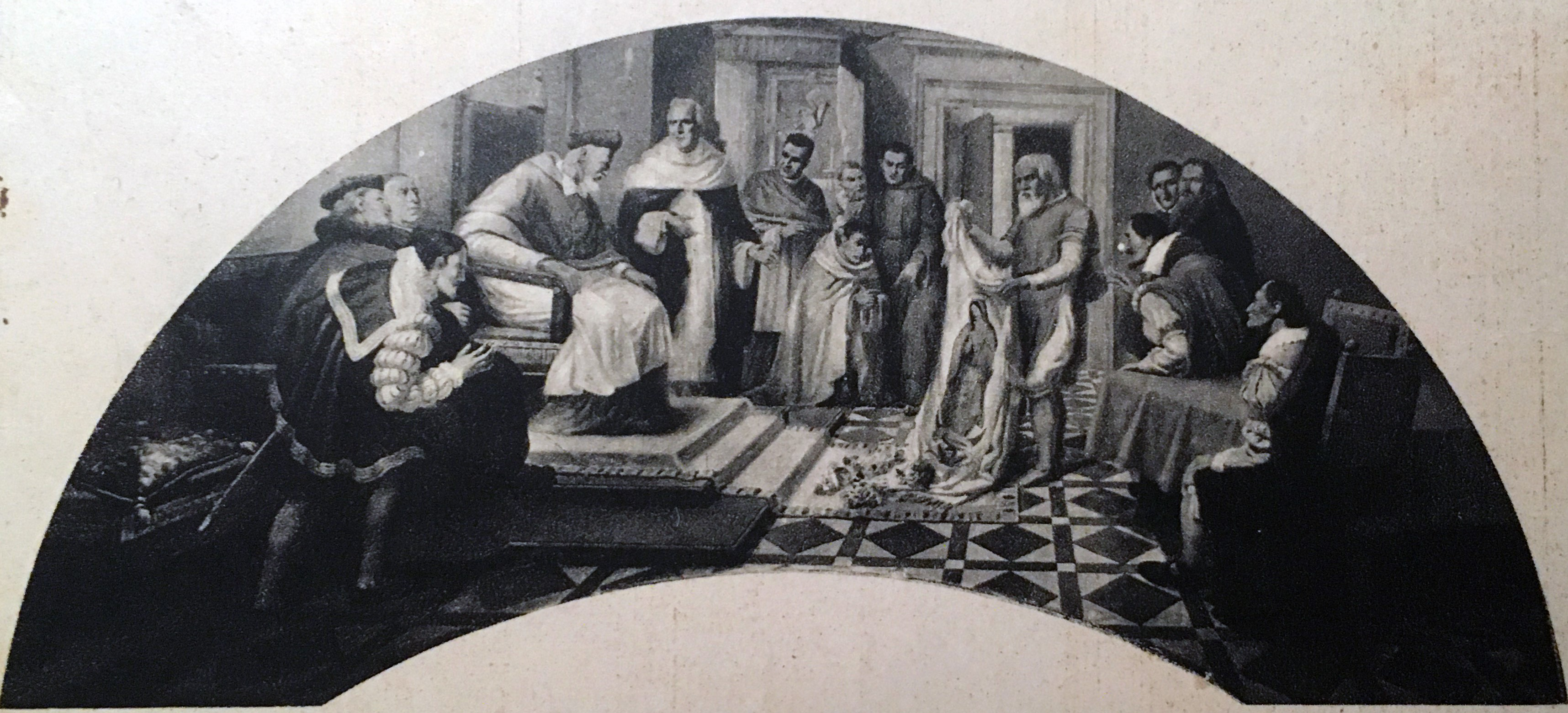
Miracolo della Madonna di Guadalupe, cappella Messicana, Basilica di Loreto

### Progetti architettonici
- Per il battistero in marmo ed in ferro battuto in Ripaberarda
- Famedio Giorgini e famedio Micucci nel cimitero di San Benedetto del Tronto
- Tomba Nozzi-Meschieri in Pollenza di Macerata

### Quadri e composizioni pittoriche
- L'amico del pittore: grande quadro. Ritratto con natura morta
- Ave Maris Stella: processione annuale a San Benedetto del Tronto, ispirata a quella della Madonna della Marina
- Cristo morto: processione del cristo morto ad Appignano del Tronto
- Cumetto: il muratore
- La Metana: grande ritratto di popolana di San Benedetto del Tronto
- Primavera morente
- Ritratto della moglie Chiara

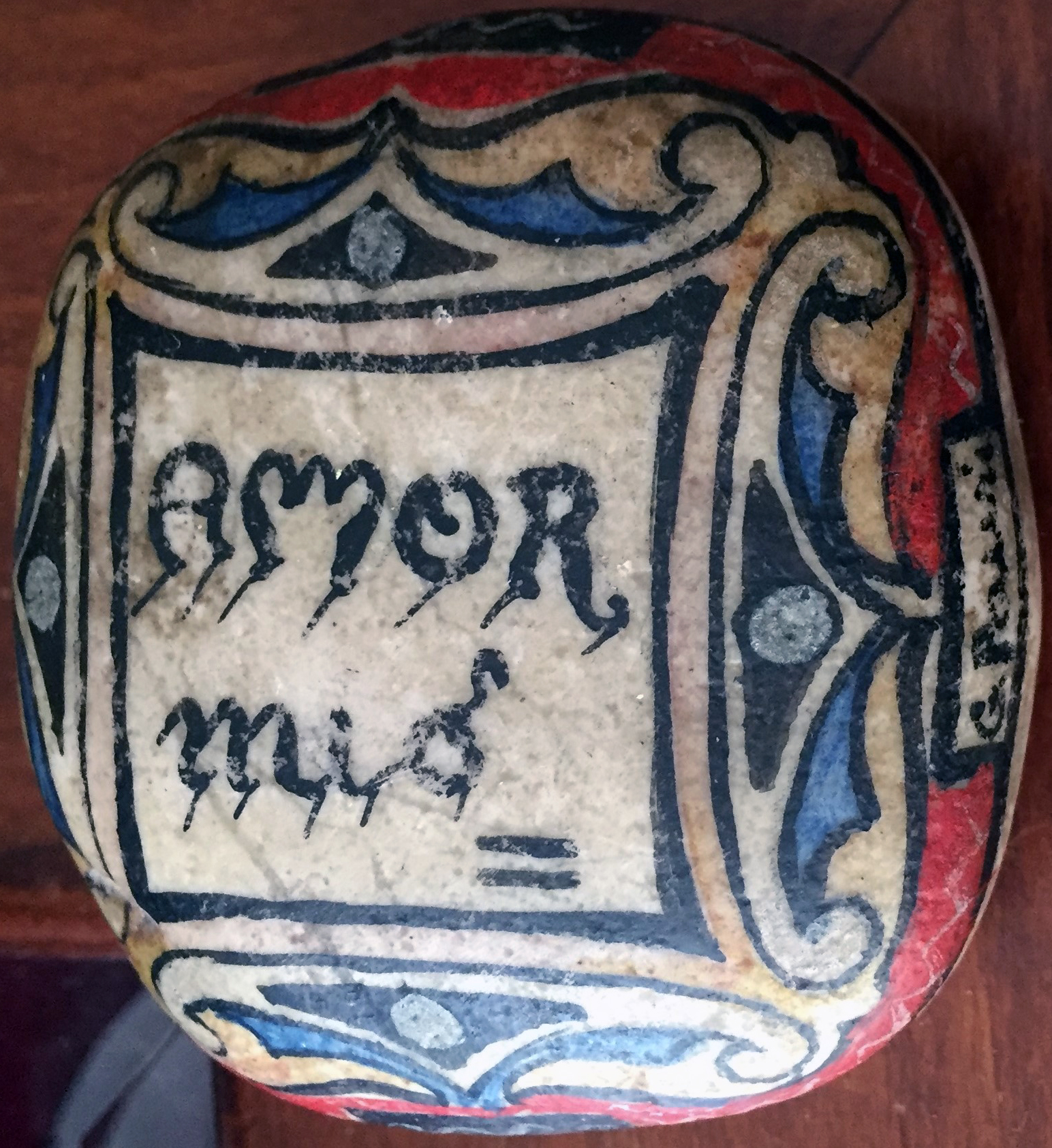
Sasso dipinto dall'artista come regalo per la moglie Chiara Nozzi
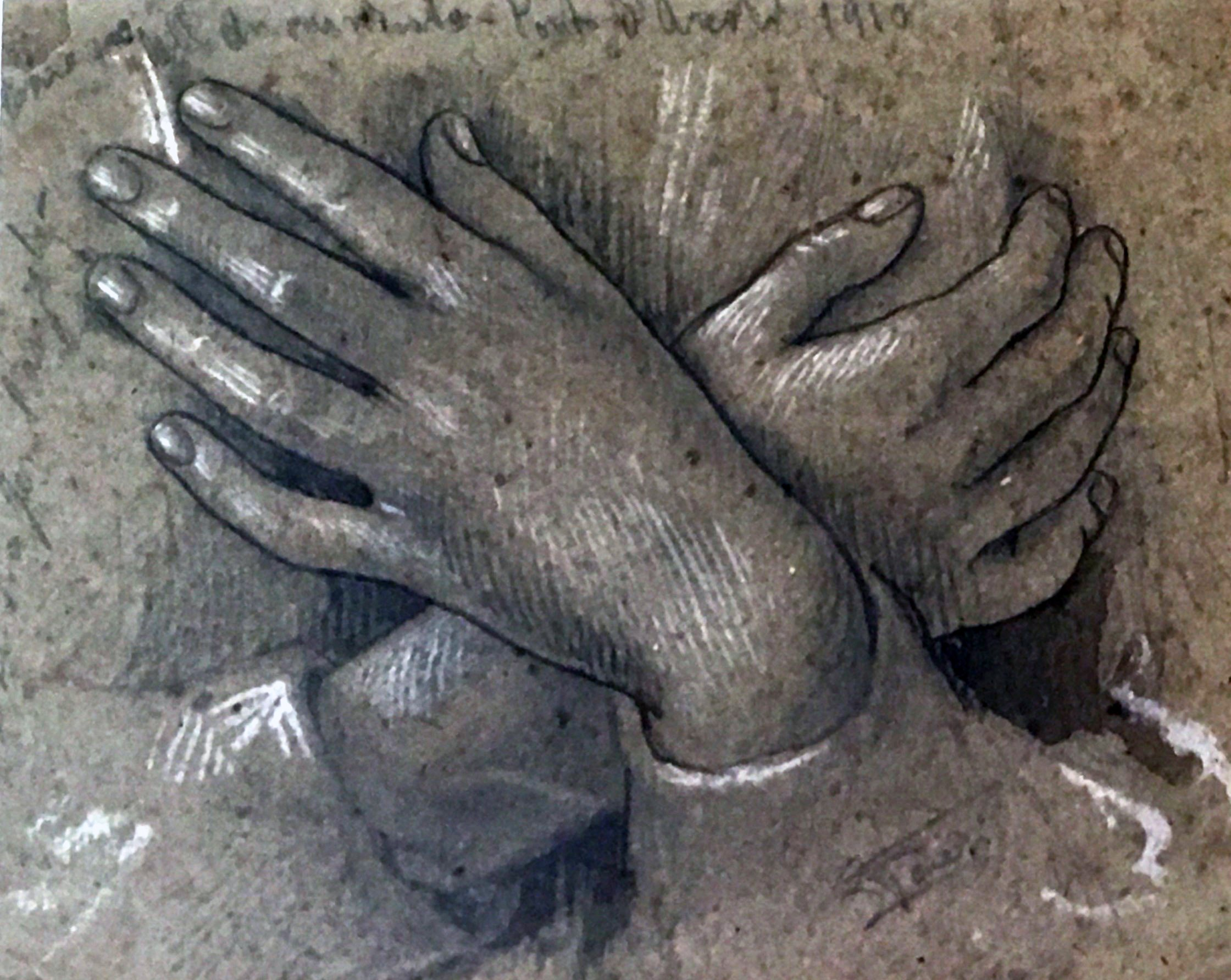
Disegno preparatorio per gli affreschi della chiesa della S.S. Annunziata, Porto d’Ascoli
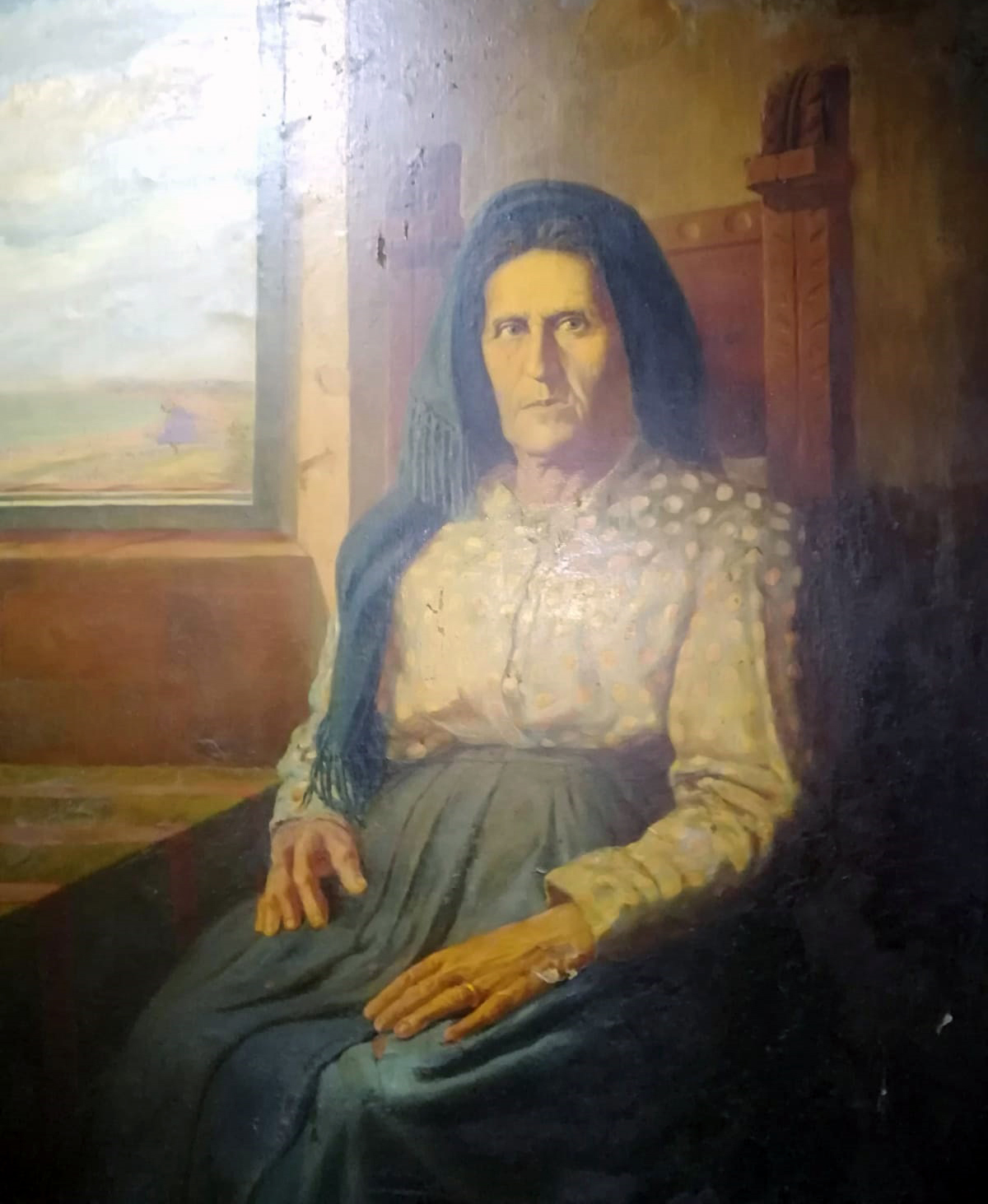
La Metana
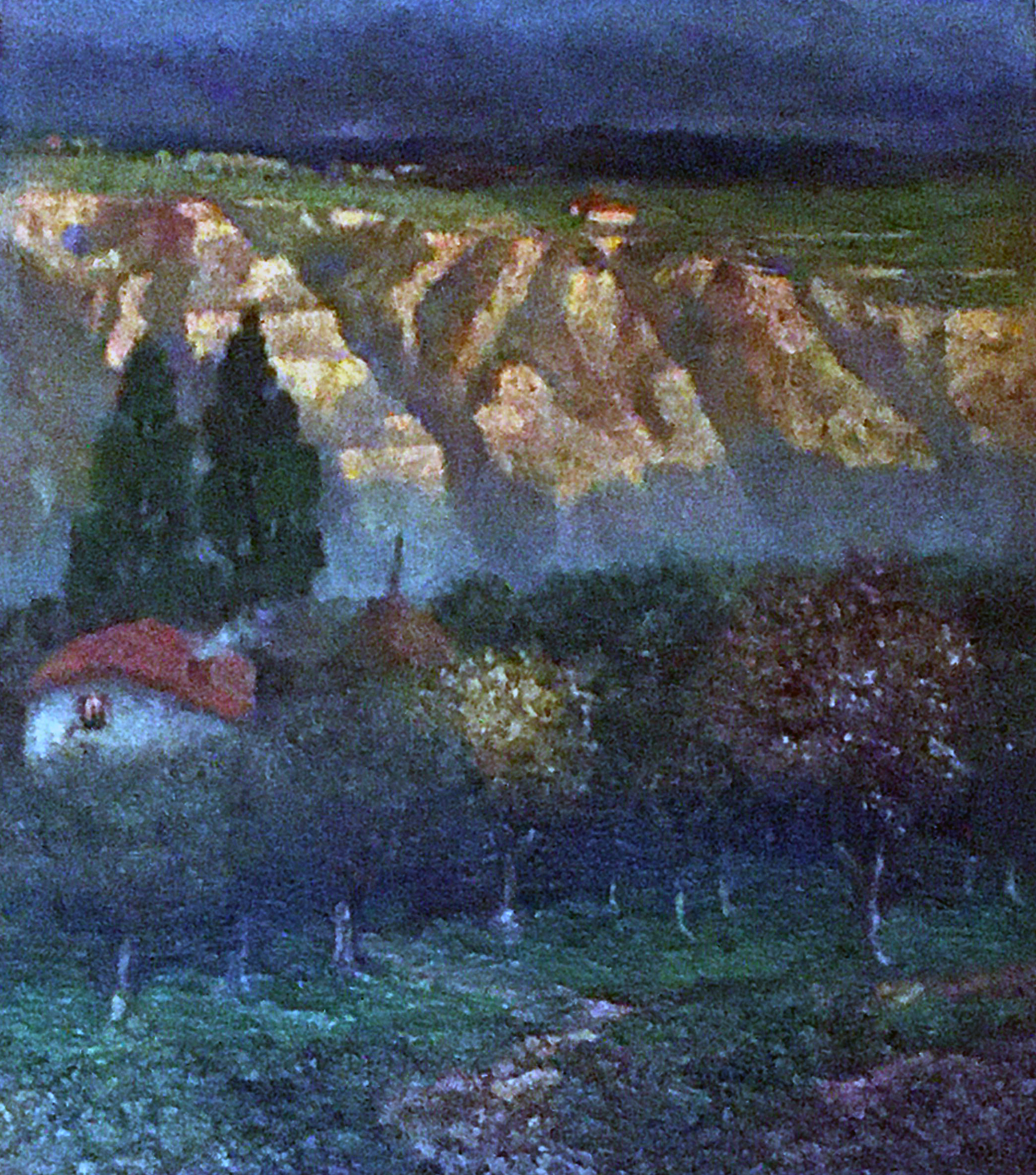
Primavera morente
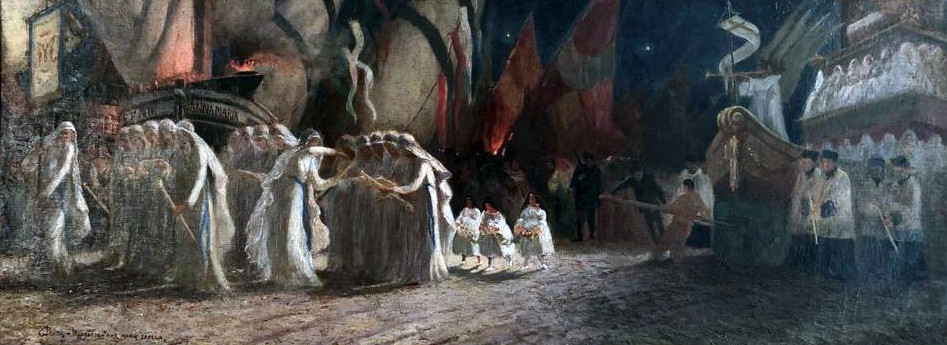
Ave Maris Stella
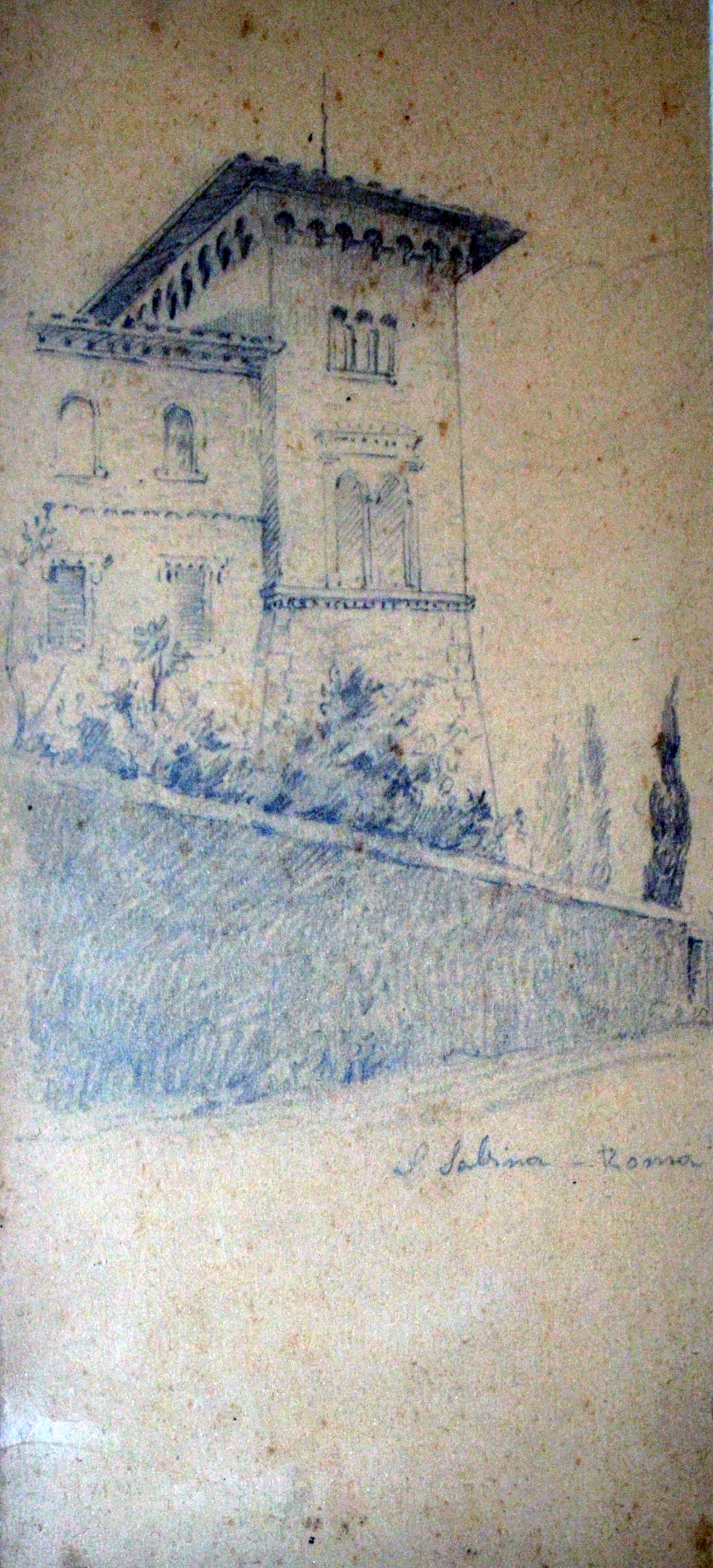
Veduta dell' Aventino,Collegio Sant'Anselmo, Roma
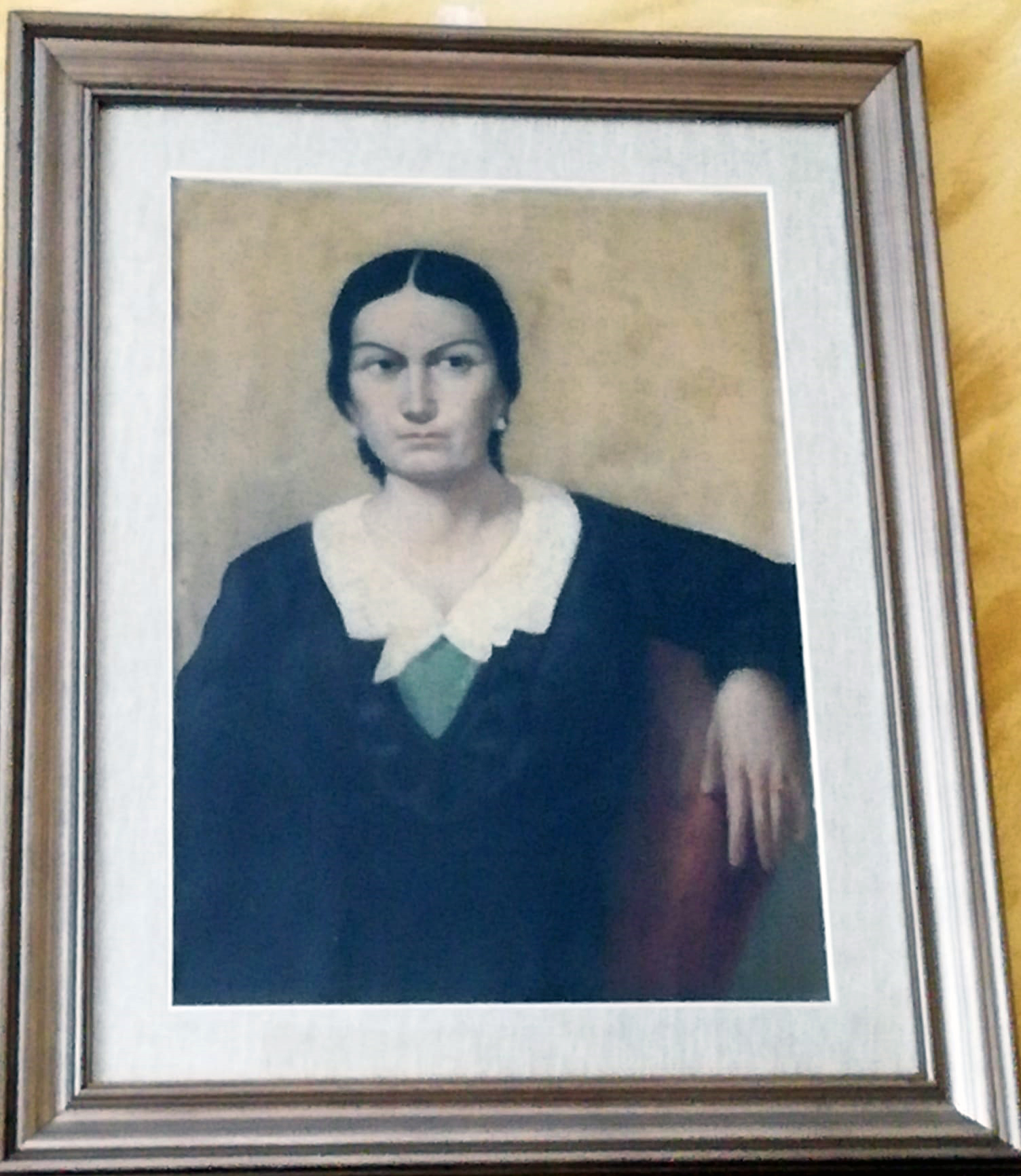
Ritratto della moglie Chiara Nozzi, olio su tavola
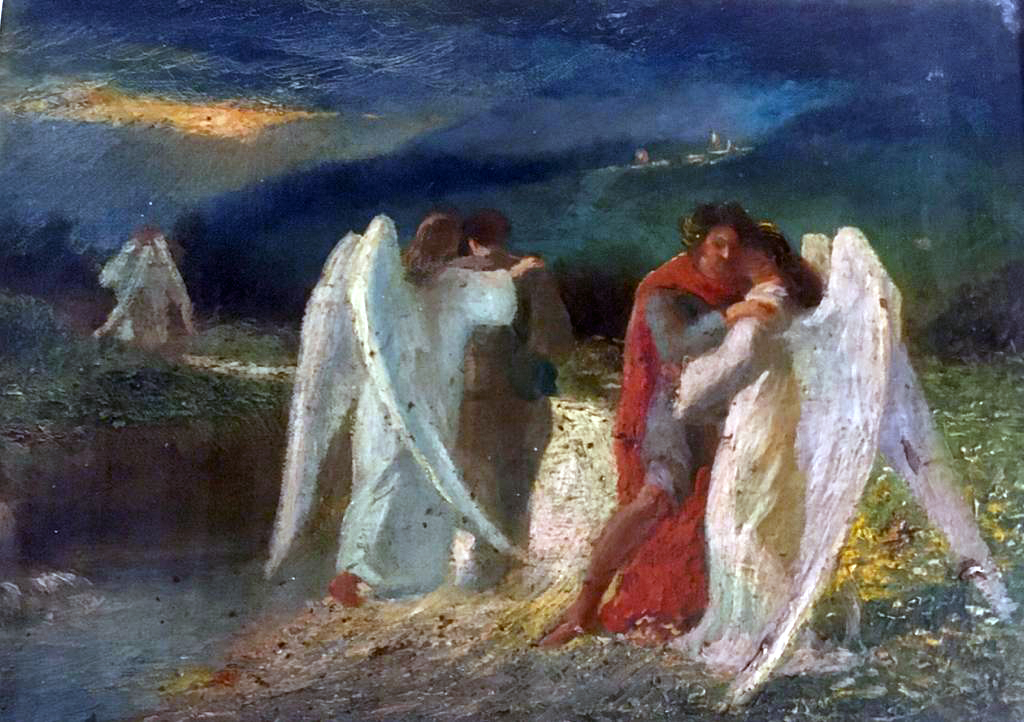
Senza titolo, olio su tela
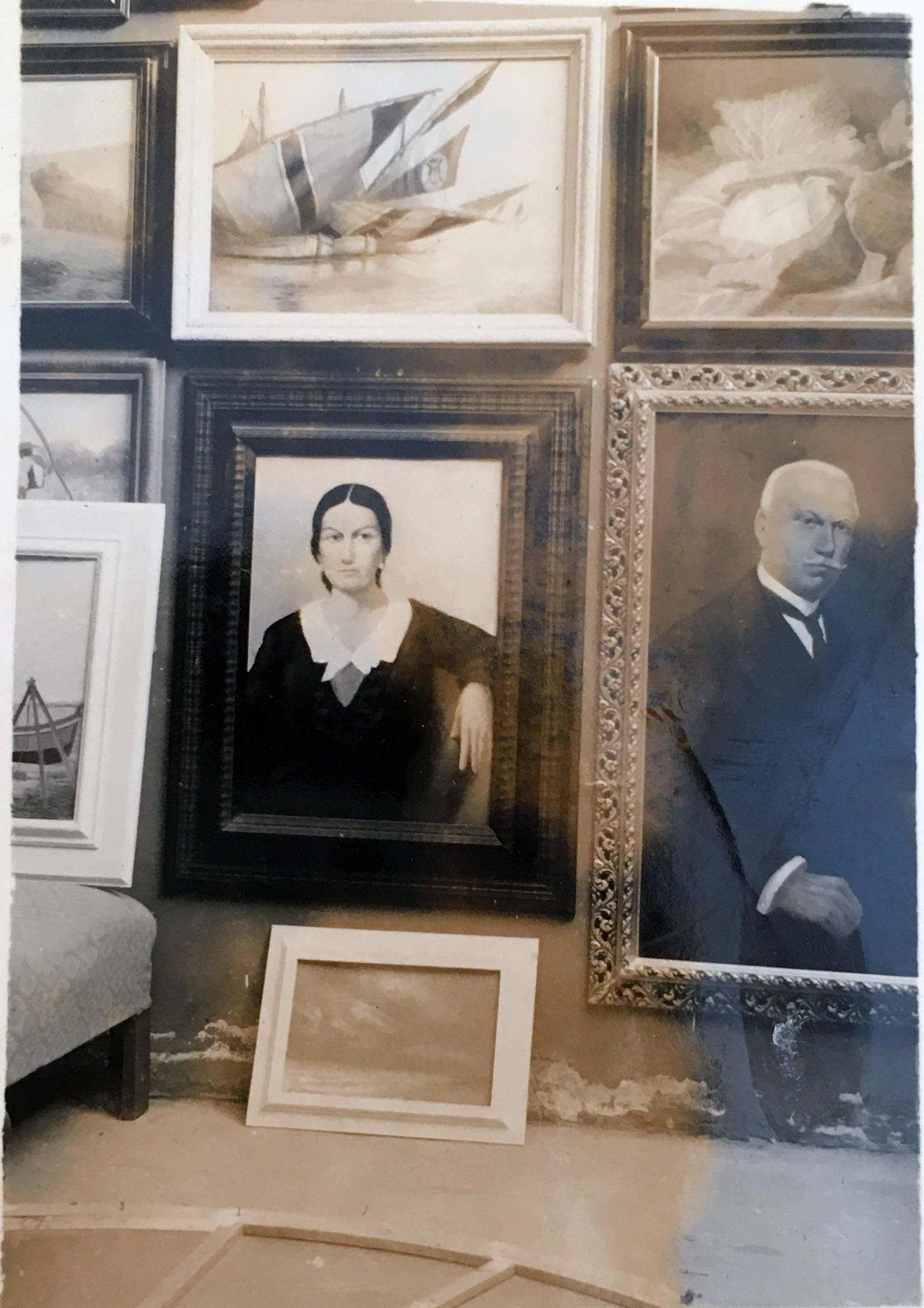
Particolare dell'interno dello studio dell'artista, Grottammare